# Jeanna Fine
Pour les articles homonymes, voir Fine.
Jeanna Fine, née le 29 septembre 1964 à New York, est une actrice de films pornographiques américaine d'origine juive.

## Biographie
Jeanna débuta dans le porno en 1986, elle avait alors 21 ans, elle était blonde et punk. Elle voulait conquérir le monde du X mais au lieu de cela, elle tourna dans une cinquantaine de films entre 1986 et 1989 et disparut.
Elle réapparut brune en 1990 mais elle quitta le X deux ans après pour épouser l'acteur porno Sikki Nixx mais le mariage ne se fit pas. Elle vécut alors une relation lesbienne sérieuse avec l'actrice X Savannah mais leur relation se termina mal. Après cette relation, elle rencontra et tomba amoureuse de Jim Bernstien. Ils se marièrent en 1993 et en juin 1994, leur fils Braxton Zachary naît.
Quatre mois après la naissance, Jeanna revint pour la troisième fois dans le X. La légende raconte qu'elle entra dans le bureau du président de VCA, Russ Hampshire, et déclara "Je suis prête". Elle fut alors directement intégrée au casting du film "Latex".
Jeanna entra dans le AVN Hall of Fame en 1998. Elle fait aussi partie du panthéon X-Rated Critic's Association's and Legends of Erotica Halls of Fame.
Jeanna apparait brièvement dans le film The Boondock Saints dans un rôle de danseuse dans un club pour adultes attaqué par la mafia, le mafieux étant joué par l'ancien acteur X Ron Jeremy.
L'image de marque de Jeanna sont ses fellations profondes et son penchant pour l'anal et la double pénétration. Plus de 400 films sont à mettre à son actif.
Elle fait partie de l'AVN Hall of Fame.
Elle habite aujourd'hui à New York en famille.

## Divers
- Certaines biographies affirment que Jeanna est née au Canada.
- Jeanna était pigiste pour le magazine de charme Hustler et y donnait des conseils quant aux relations sexuelles.
- Elle surnomma ses seins "Cash" and "Flow" après la pose de ses implants mammaires.
- Elle apparait sur la pochette cd de l'album "so sexist!" du groupe de punk Chemical People.

## Filmographie sélective
- 1985 : Love Triangle
- 1986 : She Comes In Colors
- 1987 : Girl World 1 & 2
- 1988 : No Man's Land 1
- 1989 : Girls Who Love Girls 11
- 1990 : No Man's Land 4
- 1991 : Sex Pistol
- 1992 : Best of No Man's Land 1
- 1993 : Kittens 4
- 1994 : Dirty Doc's Lesbi' Friends 5
- 1995 : Shock
- 1995 : Where the Boys Aren't 6
- 1995 : No Man's Land 11
- 1996 : Deep Inside Kaithlyn Ashley
- 1997 : Diva 4: Sexual Aria
- 1998 : Bi-witched
- 1999 : Entre femmes
- 2000 : Best of the Vivid Girls 30
- 2001 : Nikki Tyler: Extreme Close Up
- 2002 : No Man's Land: Legends
- 2003 : Anal Training Camp
- 2004 : Lickity Slit
- 2005 : Hall Of Fame: Chasey Lain
- 2006 : Jenna's Depraved
- 2007 : Saturday Night Beaver
- 2008 : Wet Pussy
- 2009 : MILF Masters
- 2012 : Babe Buffet: All You Can Eat
- 2013 : Super Suckers Of Porn

## Récompenses
- 1999 : AVN Award Meilleure actrice dans une vidéo (Best Actress - Video) pour Café Flesh 2[1]
- 1999 : XRCO Award for Best Girl-Girl Scene – Miscreants avec Tiffany Mynx et Stephanie Swift
- 1998 : AVN Award Meilleure scène de sexe entre femmes dans une vidéo (Best All-Girl Sex Scene - Video) pour Cellar Dwellers 2 avec P.J. Sparxx et Tricia Devereaux[2]
- 1998 : AVN Award Meilleur second rôle féminin dans une vidéo (Best Supporting Actress - Video) pour Miscreants[2]
- 1998 : XRCO Best Actress – Cafe Flesh 2 (actrice de l'année)
- 1997 : AVN Award Meilleure actrice dans une vidéo (Best Actress - Video) pour My Surrender[3]
- 1997 : F.O.X.E Female Fan Favorite
- 1997 : XRCO for Best Actress – My Surrender
- 1997 : XRCO "Favorite Female Award" (actrice préférée)
- 1996 : AVN Award Meilleure actrice dans un film (Best Actress - Film) pour Skin Hunger[4]
- 1996 : AVN Award Meilleur second rôle féminin dans un film (Best Supporting Actress - Film) pour Dear Diary[4]
- 1992 : XRCO "Best Actress" pour Brandy and Alexander
- 1992 : AVN Award meilleure actrice dans un film (Best Actress - Film) pour Hothouse Rose[5]
- 1991 : XRCO "Best Actress" pour Steal Breeze

N.B. : AVN et XRCO sont les acronymes respectifs de "Adult Video Network" et de "X-Rated Critics Association".